# 四角に切れ
四角に切れ（しかくにきれ）は、配置された数字を元に盤面を長方形に分割するペンシルパズルである。ナンバーエリアとも呼ばれる。パズル通信ニコリ27号の「オモロパズルのできるまで」というコーナーで、安福良直（当時は読者、パズル通信ニコリ編集長を経て2021年よりニコリ社長）によって初めて発表され、33号よりコーナーから独立した。
当時のニコリに掲載されていた、図形を切って繋ぎなおすことで別の図形を作り出す「裁ち合わせ」というパズルをペンシルパズルに応用して提案されたパズルである。ちなみに、ニコリの次の号にはルールの良く似た「面積ブロック」というパズルが掲載されているが、これはポリオミノを利用して作られたパズルであり、四角に切れとはほとんど別の発想から生まれたものであるという。

## ルール
1. 盤面を数字を1つずつ含む長方形（正方形を含む）に分割する。
2. 数字は1マスの面積を1とした長方形の面積になるようにする。

## 解法
初心者は感覚で解いてしまいやすいが、ほぼ理詰めで解くことができる。隅にある、5や7などといった形の限定された数字が手がかりとなることが多い。一部分だけ確定する場所に印をつけておく「仮押さえ」と呼ばれる中級手筋も存在する。